# 辰丸事件
辰丸事件（たつまるじけん）は、1908年に澳門沖で起きた清朝の巡視船による日本船拿捕事件。第二辰丸はマカオのポルトガル人鉄砲商の発注品を輸送中だったが、武器密輸の嫌疑をかけられ、拘留され日章旗が撤去された。事件後、清朝側が日本からの5つの要求（辰丸無条件釈放、謝罪礼砲、損害賠償、官吏処分、兵器買収）を受け入れたことにより、広東省で排日運動が起こり、広東商人が大きな勢力を有していた華南地域や東南アジアなどにも波及した。中国における排日運動の先駆けとなった有名な事件。

## 経緯
1908年（明治41年）2月5日、マカオのポルトガル人銃砲商が発注した銃器94箱、弾薬40箱及び石炭等を積載して神戸を出た汽船第二辰丸は、マカオ前面の水域において清国拱北関の巡視船四隻に武器密輸の嫌疑で拿捕され、日章旗を撤去され、広東に回航された。
日本側は密輸行為を無視し、領海問題や日章旗問題を口実に中国と強硬な交渉を行い、謝罪と10万円の損害賠償を要求した。しかし、清国政府は革命党の問題に悩まされている最中であり、容易に日本の条件を受け入れなかった。一方、日本では、第1次西園寺内閣が様々な国内事情を抱え、帝国議会、軍部、財界の圧力にさらされており、この局面を挽回しようと南清艦隊を動かして清国政府を威嚇した。
この結果、清国政府は3月15日、辰丸釈放、損害賠償、謝罪礼砲、兵器買収など五ヶ条の要求を受け入れることとなる。ところが事件発生地である広東の民衆はこれに憤慨し、辰丸が釈放される19日に国恥記念大会を結集し、日貨排斥を決議した。この運動は広東省内にはもちろん、華南、南洋まで及び、不況下の日本への打撃は深刻であった。
なお、中国本土の排日運動を主導していたのは、保皇派の政治団体「粤商自治会」であった。華人が多いシンガポールでは、広東人による日本製品不買（日貨排斥）運動の扇動があったが、福建人など他省出身者や、保皇派と対立する革命派は同調しなかった。